# Megachile transiens
Megachile transiens är en biart som först beskrevs av Pasteels 1965.  Megachile transiens ingår i släktet tapetserarbin, och familjen buksamlarbin. Inga underarter finns listade i Catalogue of Life.